# Goulrypchi (municipalité)
La municipalité de Goulrypchi (en géorgien : გულრიფშის მუნიციპალიტეტი, phonétiquement goulripchis mounitsipalitéti) est un district de la république autonome d'Abkhazie, république sécessionniste de la Géorgie depuis 1992 et dont l'indépendance n'est pas reconnue internationalement (à l'exception de la Russie depuis 2008).
En 2011, il comptait 18 032 habitants.